# Ljudevit Selo
Ljudevit Selo (1900-ig Lipovac, 1971-ig Ljudevitino Selo, németül: Luisendorf, csehül: Lipovec) falu Horvátországban Belovár-Bilogora megyében. Közigazgatásilag Daruvárhoz tartozik.

## Fekvése
Belovártól légvonalban 42, közúton 52 km-re délkeletre, Daruvár központjától 3 km-re északnyugatra, Nyugat-Szlavóniában, a Toplica és Široki-patakok összefolyásánál fekszik.

## Története
A település a 19. század elején keletkezett erdőirtással és mocsárlecsapolással, pravoszláv vlachok betelepítésével. Nevét a terület birtokosa, gróf daruvári Jankovich Gyula feleségéről, az Iváncon született Montbel Lujza Máriáról (Marie Louise de Montbel, 1836-1923) kapta. A francia származású családból származó grófnő édesanyja a fiatalon elhunyt Sigray Anna grófnő, apja Montbel Vilmos Izidor (Guillaume-Isidore Baron de Montbel) Bourbon-párti royalista politikus volt. A második katonai felmérés térképén „Lipovac (Luisendorf)” néven találjuk. Lipszky János 1808-ban Budán kiadott repertóriumában „Lipovacz” néven szerepel. Nagy Lajos 1829-ben kiadott művében „Lipovacz” néven 16 házzal és 107 ortodox vallású lakossal találjuk.
A Magyar Királyságon belül Horvát–Szlavónország részeként, Pozsega vármegye Daruvári járásának része volt. 1857-ben 58, 1910-ben 290 lakosa volt. A 19. század végén és a 20. század elején (1861 és 1909 között) az olcsó földterületek miatt és a jobb megélhetés reményében jelentős számú cseh és magyar lakosság telepedett le itt. 1910-ben a népszámlálás adatai szerint lakosságának 57%-a cseh, 23%-a magyar, 19%-a német anyanyelvű volt. Az I. világháború után 1918-ban az új szerb-horvát-szlovén állam, majd később (1929-ben) Jugoszlávia része lett. 1941 és 1945 között a németbarát Független Horvát Államhoz, háború után a település a szocialista Jugoszláviához tartozott. A település 1991-től a független Horvátország része. 1991-ben lakosságának 71%-a cseh, 24%-a horvát nemzetiségű volt. 2011-ben a településnek 252 lakosa volt, akik főként mezőgazdasággal, állattartással foglalkoztak.

## Lakossága
| Lakosság változása | Lakosság változása | Lakosság változása | Lakosság változása | Lakosság változása | Lakosság változása | Lakosság változása | Lakosság változása | Lakosság változása | Lakosság változása | Lakosság változása | Lakosság változása | Lakosság változása | Lakosság változása | Lakosság változása | Lakosság változása |
| ------------------ | ------------------ | ------------------ | ------------------ | ------------------ | ------------------ | ------------------ | ------------------ | ------------------ | ------------------ | ------------------ | ------------------ | ------------------ | ------------------ | ------------------ | ------------------ |
| 1857               | 1869               | 1880               | 1890               | 1900               | 1910               | 1921               | 1931               | 1948               | 1953               | 1961               | 1971               | 1981               | 1991               | 2001               | 2011               |
| 58                 | 146                | 158                | 212                | 265                | 290                | 269                | 185                | 236                | 234                | 217                | 195                | 218                | 262                | 253                | 252                |

## Nevezetességei
Szent Vaclav tiszteletére szentelt római katolikus kápolnáját a 19. század végén a betelepülő csehek építették a falu közepén az iskolával szemben. Négyszög alaprajzú épület félköríves szentéllyel, a homlokzat előtt álló, piramis alakú sisakkal fedett harangtoronnyal. 